# فيروخ أصفر الخطوط
فيروخ أصفر الخطوط (الاسم العلمي:Chelidoperca flavolineata) (بالإنجليزية: Yellow-banded perchlet)‏ هو نوع من الأسماك يتبع جنس الفيروخ من الفصيلة القرفصية.